# Sailor Moon (serie animata)
Sailor Moon (美少女戦士セーラームーン?, Bishōjo senshi Sērā Mūn, lett. "La bella ragazza guerriera Sailor Moon") è una serie anime di genere mahō shōjo, trasposizione del manga omonimo di Naoko Takeuchi. La saga, prodotta da Toei Animation dal 1992 al 1997, è composta da cinque serie televisive, per un totale di 200 episodi complessivi, tre lungometraggi, due cortometraggi e uno speciale TV diviso in tre parti.
Per i vent'anni della serie, la Toei Animation ha annunciato il remake fedele al manga intitolato Sailor Moon Crystal, composto da 26 episodi per i primi due archi narrativi, 13 per il terzo e due lungometraggi ciascuno per il quarto e il quinto, rispettivamente Sailor Moon Eternal e Sailor Moon Cosmos.

## Trama

### Sailor Moon
Usagi Tsukino è una normale quattordicenne, poco incline allo studio e allo sport, un po' sbadata e piagnucolona. La sua vita cambia quando, un giorno, salva una gattina nera da un gruppo di ragazzini. La sera stessa, la gatta le si presenta entrando dalla finestra di camera sua, le dice di chiamarsi Luna e le regala una spilla. Questo oggetto conferisce ad Usagi il potere di trasformarsi in Sailor Moon, la guerriera dell'amore e della giustizia, vestita alla marinara e protetta dalla Luna. Il suo compito, le spiega la gatta, sarà quello di difendere gli abitanti della Terra dai continui attacchi del Dark Kingdom, nonché di ritrovare le sue compagne per rintracciare la misteriosa Principessa della Luna.
Alla ragazza si uniranno una alla volta la timida e studiosa Ami Mizuno, che si trasforma in Sailor Mercury, la scontrosa sacerdotessa Rei Hino, alias Sailor Mars, la forzuta e solitaria Makoto Kino, che diventa Sailor Jupiter, e la dolce e bella Minako Aino, ossia Sailor Venus. Ad aiutare le guerriere Sailor si aggiungerà anche il misterioso eroe in smoking, Tuxedo Kamen sotto la cui maschera si nasconde Mamoru Chiba, ragazzo di cui Usagi si innamorerà.
Verso il finale della serie, Usagi si rivelerà essere proprio la reincarnazione di Princess Serenity, principessa del regno della Luna Silver Millennium, mentre Mamoru il suo amato compagno e principe della Terra, Prince Endymion. Sailor Mercury, Sailor Mars, Sailor Jupiter e Sailor Venus proteggevano Princess Serenity, ma l'attacco della Regina Metaria e della Regina Beryl, sovrane del Dark Kingdom che sobillarono i terrestri contro gli abitanti della Luna, hanno causato la morte della principessa, quella del principe e delle guerriere Sailor, nonché la distruzione di Silver Millennium e della Terra.
Per permettere loro di rinascere in tempi più felici, la madre di Serenity, cioè "Queen Serenity", si è sacrificata sfruttando i poteri del Cristallo d'Argento Illusorio; prima di morire, ha anche ibernato i gatti Luna e Artemis, affidando loro il compito di rintracciare in futuro la principessa e di consegnarle il Moon stick nel caso del risveglio di Metaria. Una volta risvegliati, Luna e Artemis hanno quindi rintracciato le guerriere Sailor risvegliandone i poteri per proteggere la Terra e la principessa dal ritorno dei nemici.

### Sailor Moon R
La serie si divide in due parti, di cui la prima è un filler e la seconda il continuo della trama principale.
Nella prima parte, le nostre eroine dovranno fronteggiare gli alieni Ail e An, che per sopravvivere devono fornire linfa vitale all'albero che li tiene in vita continuamente: questa linfa è l'energia umana.
Nella seconda parte arriva dal futuro la piccola Chibiusa, futura figlia di Usagi e Mamoru, nonché principessa del regno di Crystal Tokyo, di cui i due ragazzi saranno i sovrani col nome di Neo-Queen Serenity e King Endymion. La bambina è tornata indietro nel tempo ai giorni nostri per farsi aiutare dalle Guerriere Sailor del presente e dalla sua futura mamma, poiché un gruppo di sovversivi facenti parte del Clan Black Moon, capeggiati dal Principe Demand, in realtà plagiato dal crudele Wiseman, vogliono rapirla e distruggere il pacifico equilibrio di Crystal Tokyo, impossessandosene e non permetterle di salire al trono.

#### Sailor Moon R The Movie
Il film si apre con un flashback in cui Mamoru piange per la morte dei genitori in un incidente stradale. A lui si avvicina un bambino che lo consola. Mamoru gli dona una rosa e il bambino lo ringrazia promettendo che quando tornerà gli porterà in cambio un fiore stupendo, per poi sparire.

### Sailor Moon S
Sulla Terra incombe l'ennesima minaccia, i Death Busters, gruppo di malvagi proveniente da un'altra dimensione e comandato dal folle scienziato Soichi Tomoe, cercano di risvegliare la Despota 9, meglio nota come Messia del Silenzio, che permetterà l'avvento sulla Terra del regno del loro signore: MasterPharoh90.
Usagi, Ami, Rei, Makoto e Minako sono pronte al nuovo combattimento, con in più al loro fianco anche la piccola Chibiusa come nuova combattente sotto le vesti di Sailor Chibiusa (Sailor ChibiMoon). Chibiusa è infatti ritornata al presente sulla Terra per completare il suo apprendistato di guerriera in accordo coi genitori dal futuro. Ed è proprio in questo presente che la bambina farà amicizia con Ottavia (Hotaru), una misteriosa ragazzina solitaria e dalla salute apparentemente debilitata, figlia del Professor Tomoe.
La ragazza, cavia degli esperimenti del padre, si scoprirà racchiudere in sé proprio il Messia del Silenzio, che per risvegliarsi necessita continuamente dell'energia dei cosiddetti Cristalli Puri del Cuore, ossia l'essenza interiore che ogni essere umano racchiude nel proprio cuore. Tuttavia una misteriosa forza contrastante dentro lo stesso corpo di Hotaru sembra voler emergere: l'essenza di Sailor Saturn, ovvero la Guerriera della Distruzione: la leggenda racconta infatti che se l'ultima Guerriera Sailor dovesse risvegliarsi, il mondo finirebbe. O almeno questo è quello che credono le tre nuove misteriose Guerriere Sailor: Sailor Uranus, Sailor Neptune e Sailor Pluto, che, agendo nell'ombra, stanno cercando i cosiddetti tre talismani all'insaputa di Sailor Moon ed il suo gruppo, definito adesso del Sistema Solare Interno.
Inizialmente distaccate da Usagi e compagne, le tre guerriere del Sistema Solare Esterno si uniranno a loro nella lotta contro i nemici solo dopo aver trovato i tre talismani, dalla cui unione comparirà il leggendario Sacro Calice dai poteri incredibili. Queste ultime, disposte anche a sacrificare la vita della piccola Hotaru, pur di non far risvegliare la Guerriera della Distruzione, entreranno in contrasto con Usagi, che pur di salvare la ragazzina amica di Chibiusa arriverà a sacrificare il Calice donandolo proprio alla Despota 9, incarnatasi nel corpo di Ottavia, e facendo risvegliare MasterPharoh90. Sarà proprio Sailor Saturn in realtà a salvare la Terra sacrificandosi e rinascendo fra le braccia di Super Sailor Moon.

#### Sailor Moon S The Movie
Una misteriosa entità aliena si sta dirigendo verso la Terra, con l'intenzione di congelarla completamente. Ma un cristallo utile a questo scopo viene perso e si stacca dalla cometa principale. Il cristallo viene ritrovato da Kakeru Ozora, un giovane astronomo di salute cagionevole, diventato amico della gattina Luna, dopo averle salvato la vita da un incidente d'auto. La vicinanza al cristallo fa precipitare ulteriormente le condizioni del giovane, e Luna decide di aiutarlo con l'aiuto delle Guerriere Sailor che intanto stanno avendo il loro da fare con le terribili Snow Dancers, che hanno il compito di congelare la Terra. Nei panni di Super Sailor Moon, Usagi utilizzerà il Cristallo d'Argento, il cui potere, unito a quello delle altre otto guerriere al completo, darà vita al potentissimo Silver Crystal Power che permetterà la vittoria finale.

### Sailor Moon SuperS
Un nuovo nemico è apparso in città: si tratta del Dead Moon Circus agli ordini della bellissima, ma perfida Regina Nehellenia.
Il Dead Moon Circus, con i suoi buffi e malefici personaggi, è alla ricerca di Helios/Pegasus, guardiano di Elysion, un regno collegato a King Endymion, e possessore del potentissimo Golden Crystal custodito proprio all'interno del suo corno. L'essenza di Helios, sotto forma di un bianco Pegaso chiamato Pegasus, si è per questo nascosta però nello Specchio dei Sogni innocenti e meravigliosi di Chibiusa. Ogni persona possiede uno Specchio dei Sogni, ma i nuovi nemici cercano appunto solo quello in cui si è racchiuso Pegasus che viene definito Specchio d'Oro. In cambio della protezione che Chibiusa inconsapevolmente dà al cavallo alato con l'energia dei propri sogni, Pegasus aiuterà lei e le altre Guerriere Sailor nella lotta contro la Regina Nehellenia incrementando i loro poteri con il proprio corno, trasformandole in Super Guerriere Sailor.
Man mano che il Dead Moon Circus guadagnerà terreno ed energia nella ricerca dello specchio dorato, le condizioni di salute di Mamoru andranno sempre più precipitando. È arrivato il momento di contrattaccare per Super Sailor Moon, Super Sailor ChibiMoon e le altre Guerriere Sailor.

#### Sailor Moon SS The Movie
La Regina Badiane, proveniente da un'altra galassia, ha intenzione di far risucchiare la Terra all'interno di un buco nero alimentato dai sogni dei bambini. Per farlo ha bisogno di rapire i piccoli terrestri e sfruttare la loro energia onirica: durante la notte spedisce sulla Terra quattro folletti a lei sottoposti, che incantano i bambini suonando il flauto, i cui nomi sono Peruru, Buburan, Oranja e Bananu. Uno dei folletti, Peruru, incontra Chibiusa e se ne innamora, ribellandosi così a Badiane. Sarà proprio lui a guidare le Guerriere Sailor, a cui si uniranno per l'occasione le Guerriere del Sistema Solare Esterno, Sailor Uranus, Sailor Neptune e Sailor Pluto, sul castello di marzapane di Badiane, per sconfiggerla e salvare tutti i bambini, scoprendo che in realtà il buco nero è la stessa Badiane.

### Sailor Moon Sailor Stars
Dopo una prima parte di episodi dedicata alla definitiva sconfitta della Regina Nehellenia, la storia si concentra su Sailor Galaxia. Costei era una potentissima Guerriera Sailor di un altro sistema planetario, la quale, non riuscendo a battere Chaos, l'essenza di ogni male, lo accolse dentro di sé, diventando a sua volta potente e malvagia oltre ogni misura. A questo punto, Galaxia cominciò a distruggere tutti i pianeti, costruendosi un esercito di Guerriere Sailor, che avevano rinnegato il bene dopo che la malvagia sottrasse loro gli Star Seed, ossia le loro essenze. Le Sailor Starlights erano fuggite dal proprio pianeta prima di vederne la fine e avevano cercato rifugio sulla Terra, dove ora tentano di ritrovare la loro principessa, fingendosi un gruppo di cantanti idol.
Questa sarà la più dura delle battaglie per Sailor Moon, privata di Mamoru, partito per studi in America, e Chibiusa, tornata nel futuro. Dovrà combattere contro le Guerriere Sailor di Galaxia, che vogliono trovare lo Star Seed più splendente della Galassia, che si dice trovarsi sulla Terra. E oltre alle Sailor Starlights, un altro mistero è rappresentato dalla piccola ChibiChibi, apparsa dal nulla e insediatasi a casa Tsukino, proprio come fece più o meno Chibiusa.

## Sailor Moon Crystal
Per il ventesimo anniversario di Sailor Moon, la Toei Animation ha prodotto un remake della serie, completamente distaccato dal classico e molto più fedele al manga. Tra il luglio 2014 e luglio 2015 sono stati trasmessi, attraverso il sito web giapponese Nico Nico, le prime due serie da 13 episodi ciascuna, corrispondenti ai primi due archi del manga. Tra l'aprile e il giugno 2016, invece, sono stati mandati in onda sull'emittente Tokyo MX i 13 episodi corrispondenti al terzo arco del manga, con un character design leggermente diverso, più curato e classico rispetto al precedente. L'intera serie è arrivata in Italia, priva di censure, trasmessa da Rai Gulp tra il dicembre 2016 e il giugno 2017.

## Sailor Moon Eternal
In seguito a Sailor Moon Crystal, la Toei Animation ha proiettato nei cinema giapponesi due film trasposizione dell’arco del manga “Yume” (sogno) ed è il seguito del precedente remake.
I diritti di distribuzione per l'occidente di entrambe le parti del film sono stati acquisiti da Netflix e sono state pubblicate il 3 giugno 2021.

## Sailor Moon Cosmos
In seguito a Pretty Guardian Sailor Moon Eternal - Il film, la Toei Animation ha proiettato nei cinema giapponesi due film trasposizione dell’ultimo arco del manga “Stars"; è il seguito del precedente dittico di film, e costituisce la conclusione dell'adattamento iniziato con Sailor Moon Crystal.
I diritti di distribuzione per l'occidente di entrambe le parti del film sono stati acquisiti da Netflix e sono state pubblicate il 22 agosto 2024.

## Personaggi

### Guerriere Sailor e alleati
Usagi Tsukino (月野 うさぎ?, Tsukino Usagi, in Italia Bunny) / Sailor Moon (セーラームーン?, Sērā Mūn)
Doppiata da: Kotono Mitsuishi e Kae Araki (ep. 44-50) (ed. giapponese), Elisabetta Spinelli (ed. italiana)
La protagonista ha 14 anni ed è pasticciona e golosa, oltre che poco incline allo studio e allo sport. Si trasforma in Sailor Moon, la paladina della giustizia protetta dalla Luna. Si scopre essere la reincarnazione di Serenity, la principessa di Silver Millennium, il regno della Luna, nonché la Neo-Queen Serenity del futuro regno di Crystal Tokyo.
Ami Mizuno (水野 亜美?, Mizuno Ami, in Italia Amy) / Sailor Mercury (セーラーマーキュリー?, Sērā Mākyurī)
Doppiata da: Aya Hisakawa (ed. giapponese), Debora Magnaghi (ed. italiana)
Grande studiosa, tanto da arrivare sempre ai primi posti nei test nazionali, ha 14 anni ed è la mente delle Guerriere Sailor. Si trasforma in Sailor Mercury, guerriera dell'acqua e della conoscenza protetta da Mercurio.
Rei Hino (火野 レイ?, Hino Rei, in Italia Rea) / Sailor Mars (セーラーマーズ?, Sērā Māzu)
Doppiata da: Michie Tomizawa (ed. giapponese), Alessandra Karpoff (1ª serie) e Giusy Di Martino (2ª-5ª serie) (ed. italiana)
Sacerdotessa miko al tempio del nonno, ha 14 anni ed ha un carattere forte e autoritario. All'inizio non sopporta la piagnucolona Usagi, ma col tempo le due diventeranno amiche inseparabili, sebbene saranno frequenti i piccoli battibecchi. Si trasforma in Sailor Mars, guerriera del fuoco e della passione protetta da Marte.
Makoto Kino (木野 まこと?, Kino Makoto, in Italia Morea) / Sailor Jupiter (セーラージュピター?, Sērā Jupitā)
Doppiata da: Emi Shinohara (ed. giapponese), Donatella Fanfani (1ª-3ª serie) e Alessandra Karpoff (4ª-5ª serie) (ed. italiana)
Ragazza altissima e dalla forza fuori dal comune, ha 14 anni e il suo punto debole sono i ragazzi: infatti si innamora perdutamente di qualunque bel ragazzo incontri. Ama i fiori e le piante ed è una cuoca abilissima. Si trasforma in Sailor Jupiter, guerriera del fulmine e del coraggio protetta da Giove.
Minako Aino (愛野 美奈子?, Aino Minako, in Italia Marta) / Sailor Venus (セーラーヴィーナス?, Sērā Vīnasu)
Doppiata da: Rika Fukami (ed. giapponese), Jasmine Laurenti (ed. italiana)
Unica delle ragazze già guerriera Sailor prima dell'incontro con Usagi e Luna, ha 14 anni. Agiva col nome di Sailor V diventando abbastanza popolare in città. In seguito, unitasi alle altre, assumerà il nome di Sailor Venus, guerriera della luce e della bellezza protetta da Venere.
Chibiusa (ちびうさ?, Chibiusa) / Sailor ChibiMoon (セーラーちびムーン?, Sērā ChibiMūn, in Italia Sailor Chibiusa)
Doppiata da: Kae Araki (ed. giapponese), Deborah Morese (ed. italiana)
Futura figlia di Usagi e Mamoru (ovvero Neo-Queen Serenity e King Endymion, i sovrani del futuro regno di Crystal Tokyo). Con un piccolo incantesimo convince la famiglia di Usagi di essere sempre stata con loro, per poter vivere a casa Tsukino, ma questo non la fa vedere di buon occhio da Usagi. Riapparirà nella terza serie come Sailor ChibiMoon.
Haruka Ten'ou (天王 はるか?, Ten'ō Haruka, in Italia Heles) / Sailor Uranus (セーラーウラヌス?, Sērā Uranusu)
Doppiata da: Megumi Ogata (ed. giapponese), Maddalena Vadacca e Loredana Nicosia (ep. 200) (ed. italiana)
Ostinata, protettiva, affascinante e dotata di forte volontà, ha 18 anni e fa parte del gruppo delle Guerriere Sailor del Sistema Solare Esterno. Si trasforma in Sailor Uranus, guerriera dei Cieli protetta da Urano. È in possesso della Space Sword, uno dei tre talismani che riporteranno alla luce il Sacro Calice.
Michiru Kaiou (海王 みちる?, Kaiō Michiru, in Italia Milena) / Sailor Neptune (セーラーネプチューン?, Sērā Nepuchūn, in Italia Sailor Neptuno)
Doppiata da: Masako Katsuki (ed. giapponese), Alessandra Karpoff (3ª serie) e Patrizia Scianca (4ª-5ª serie) (ed. italiana)
Gentile, sofisticata e calma, ha 18 anni e fa parte del gruppo delle Guerriere Sailor del Sistema Solare Esterno. Si trasforma in Sailor Neptune, guerriera degli Abissi marini protetta da Nettuno. È in possesso della Deep Aqua Mirror, uno dei tre talismani che riporteranno alla luce il Sacro Calice.
Setsuna Meiou (冥王 せつな?, Meiō Setsuna, in Italia Sidia) / Sailor Pluto (セーラープルート?, Sērā Purūto)
Doppiata da: Chiyoko Kawashima (ed. giapponese), Daniela Fava (ed. italiana)
Guerriera Sailor guardiana delle Porte del Tempo protetta da Plutone, è molto affezionata a Chibiusa. Riapparirà nella terza serie nel suo ruolo di Guerriera del Sistema Solare Esterno, rivelando la sua identità civile.
Hotaru Tomoe (土萠ほたる?, Tomoe Hotaru, in Italia Ottavia Tomoe) / Sailor Saturn (セーラーサターン?, Sērā Satān)
Doppiata da: Yūko Minaguchi (ed. giapponese), Giulia Franzoso (ed. italiana)
Figlia del Professor Tomoe, ha 12 anni. A causa di un incidente accaduto quando era piccola, ha dentro di sé la presenza di Mistress 9, tuttavia Hotaru è anche la reincarnazione di Sailor Saturn, la guerriera della Distruzione protetta da Saturno.
Mamoru Chiba (地場 衛?, Chiba Mamoru, in Italia Marzio) / Tuxedo Kamen (タキシード仮面?, Takishīdo Kamen, in Italia Milord)
Doppiato da: Tōru Furuya (ed. giapponese), Marco Balzarotti (ed. italiana)
Universitario molto responsabile e con un forte senso del dovere, è la reincarnazione di Endymion, il principe di Golden Kingdom, il regno della Terra, in futuro King Endymion, che insieme a Neo-Queen Serenity, è sovrano del futuro regno di Crystal Tokyo; aiuta le Guerriere Sailor nell'ombra dietro i panni del misterioso Tuxedo Kamen. Inizialmente non essendo ancora conscio del suo passato, Mamoru si mostrerà abbastanza antipatico e freddo nei confronti di Usagi.
Luna (ルナ?, Runa) & Artemis (アルテミス?, Arutemisu)
Doppiati da: Keiko Han (Luna) e Yasuhiro Takato (Artemis) (ed. giapponese), Graziella Porta (Luna) e Pietro Ubaldi (Artemis) (ed. italiana)
Gatti parlanti guardiani e consiglieri delle Guerriere Sailor. Luna vive a casa di Usagi e le funge quasi da "coscienza", mentre Artemis sta con Minako, ma è decisamente più svampito e irresponsabile. I due gatti svolgono la maggior parte dei ruoli comici della serie. Anticamente vivevano sulla Luna alla corte di Silver Millennium e furono ibernati da Queen Serenity quando Silver Milenium cadde per mano del Dark Kingdom.

### Nemici
Dark Kingdom (ダークキングダム?, Dāku Kingudamu, in Italia Regno delle tenebre)
Il Dark Kingdom è l'organizzazione che fu responsabile della caduta del regno della Luna giocando sull'invidia dei terrestri per la longevità degli abitanti di Silver Millennium. Le due figure principali sono quella di Queen Metaria, essere di malvagità pura, anticamente sconfitta e sigillata al polo nord da Queen Serenity, e Queen Beryl, attuale regina del regno delle tenebre, è un'umana la cui anima è stata corrotta dalla malvagia Metaria. L'obiettivo di quest'ultima è di far cadere nuovamente il Regno della Luna che già sconfisse una volta, mossa soprattutto dall'invidia provata per Serenity, in quanto Endymion scelse la principessa e non lei.
Ail e An (エイル＆アン?, Airu & An, in Italia Ale e Anna)
Sono due alieni giunti sulla Terra per assorbire l'energia necessaria per mantenere in vita Makaiju, l'albero che a sua volta dà loro la possibilità di vivere. Essi sono invenzione dell'anime e non appaiono nel manga.
Black Moon (ブラックムーン一族?, Burakku Mūn ichizoku, in Italia Famiglia della Luna nera)
Sovrani del pianeta Nemesis, provenienti dal XXX secolo. I personaggi principali sono il Principe Demand, esiliato dal suo stesso pianeta per aver tramato ai danni di Neo-Queen Serenity, e il suo consigliere Grande Saggio.
Death Busters (デスバスターズ?, Desu Basutāzu, in Italia Esercito del silenzio)
Sono un gruppo d'invasori extra dimensionali provenienti dalla Nebulosa Tau, che mirano a conquistare la Terra ed hanno la loro base nel prestigioso Istituto Mugen. Il capo del gruppo è il Professor Soichi Tomoe, posseduto dall'alieno Germatoide, ed è per questo motivo che è diventato così crudele e spietato anche nei confronti di sua figlia. Ne verrà liberato alla fine della serie, e potrà ricominciare una vita normale con la rinata Hotaru.
Dead Moon Circus (デッドムーンサーカス?, Deddo Mūn Sākasu, in Italia Circo della Luna spenta)
Sono gruppo arrivato sulla Terra con a capo la Regina Nehellenia, che cercherà di prendere il Golden Crystal, posseduto da Pegasus. Nehellenia è la crudele e narcisista regina del gruppo, il cui obiettivo è di vendicarsi su Princess Serenity. La sua seguace Zirconia è una strega terribile e potente, nonché alter ego della stessa regina, creato dalla sua paura d'invecchiare.
Shadow Galactica (シャドウギャラクティカ?, Shadō Gyarakutika, in Italia Galaxia e le Veneranti)
È un gruppo con a capo Galaxia, che, dopo aver conquistato tutti i pianeti della galassia, mira allo Star Seed più brillante, nascosto sulla Terra. Sailor Galaxia è la più potente delle guerriere Sailor mai esistite, ha dentro di sé lo spirito di Chaos. Arrivata sulla Terra, ha fatto degli uffici di Ginga TV, rete televisiva, il proprio quartier generale. Dopo avere conquistato tutti i pianeti della galassia e raccolto un'infinità di Star Seed, l'essenza delle persone, ha rivolto le sue mire di conquista sulla Terra, dove pare ci sia lo Star Seed più brillante di tutta la galassia.

## Media

### Serie televisive

Logo internazionale della serie, utilizzato negli anni novanta

| Nº | Titolo italiano (ed. TV Mediaset / ed. DVD Dynit) Giapponese 「Kanji」 - Rōmaji                                                                 | Episodi | Trasmissione                     | Trasmissione                  |
| Nº | Titolo italiano (ed. TV Mediaset / ed. DVD Dynit) Giapponese 「Kanji」 - Rōmaji                                                                 | Episodi | Giappone                         | Italia                        |
| 1  | Sailor Moon / Sailor Moon 「美少女戦士セーラームーン」 - Bishōjo senshi Sērā Mūn                                                                | 46      | 7 marzo 1992 – 27 febbraio 1993  | 21 febbraio – 14 aprile 1995  |
| 2  | Sailor Moon, la luna splende / Sailor Moon R 「美少女戦士セーラームーン Ｒ」 - Bishōjo senshi Sērā Mūn R                                        | 43      | 6 marzo 1993 – 12 marzo 1994     | 5 ottobre – 22 novembre 1995  |
| 3  | Sailor Moon e il cristallo del cuore / Sailor Moon S 「美少女戦士セーラームーン Ｓ」 - Bishōjo senshi Sērā Mūn S                                | 38      | 19 marzo 1994 – 25 febbraio 1995 | 5 febbraio – 20 marzo 1996    |
| 4  | Sailor Moon e il mistero dei sogni / Sailor Moon SuperS 「美少女戦士セーラームーン ＳｕｐｅｒＳ」 - Bishōjo senshi Sērā Mūn SuperS              | 39 + 3  | 4 marzo 1995 – 9 febbraio 1996   | 9 settembre – 23 ottobre 1996 |
| 5  | Petali di stelle per Sailor Moon / Sailor Moon Sailor Stars 「美少女戦士セーラームーン セーラースターズ」 - Bishōjo senshi Sērā Mūn Sērā Sutāzu | 34      | 9 marzo 1996 – 8 febbraio 1997   | 24 marzo – 1º maggio 1997     |

### Lungometraggi
Dal 1993 al 1995 sono stati prodotti dei film ispirati alla saga, usciti nelle sale giapponesi ogni anno a dicembre.
| Nº | Titolo italiano Giapponese 「Kanji」 - Rōmaji - Traduzione letterale | Prima visione                | Prima visione         |
| Nº | Titolo italiano Giapponese 「Kanji」 - Rōmaji - Traduzione letterale | Giapponese (cinematografica) | Italiano (televisiva) |
| 1  | Sailor Moon R The Movie - La promessa della rosa 「劇場版 美少女戦士セーラームーンＲ」 - Gekijōhan Bishōjo Senshi Sērā Mūn R – "La bella guerriera Sailor Moon R - Versione cinematografica" | 5 dicembre 1993              | marzo 1996            |
| 2  | Sailor Moon S The Movie - Il cristallo del cuore 「劇場版 美少女戦士セーラームーンＳ」 - Gekijōhan Bishōjo Senshi Sērā Mūn S – "La bella guerriera Sailor Moon S - Versione cinematografica" | 4 dicembre 1994              | 1996                  |
| 3  | Sailor Moon SS The Movie - Il mistero dei sogni 「美少女戦士 セーラームーンＳｕｐｅｒＳ セーラー９戦士集結！ブラック・ドリーム・ホールの奇跡」 - Bishōjo Senshi Sērā Mūn SuperS Sērā 9 Senshi shūketsu! Burakku Dorīmu Hōru no kiseki – "Sailor Moon SuperS - Le 9 guerriere Sailor unite! Il miracolo del buco nero dei sogni" | 23 dicembre 1995             | 1996                  |

### Cortometraggi
| Nº | Titolo italiano Giapponese 「Kanji」 - Rōmaji - Traduzione letterale | Prima visione                | Prima visione         |
| Nº | Titolo italiano Giapponese 「Kanji」 - Rōmaji - Traduzione letterale | Giapponese (cinematografica) | Italiano (televisiva) |
| 1  | Guerriere Sailor unite per la libertà 「メイクアップ！セーラー戦士」 - Meiku Appu! Sērā Senshi – "Make Up! Sailor Senshi"                                                                                | 5 dicembre 1993              | 1996                  |
| 2  | Il primo amore di Amy 「美少女戦士セーラームーンＳｕｐｅｒＳ 外伝 亜美ちゃんの初恋」 - Bishōjo Senshi Sērā Mūn SuperS gaiden Ami-chan no hatsukoi – "Sailor Moon SuperS speciale: Il primo amore di Ami" | 23 dicembre 1995             | 1996                  |

### Serie OAV
Una serie OAV basata sul manga Codename Sailor V era stata progettata, ma non fu mai realizzata. Si decise invece di animare il successivo manga dell'autrice, che presentava più spunti e volumi.

## Colonna sonora

### Sigle
Sigla di apertura
- Moonlight densetsu (ムーンライト伝説? lett. "La leggenda della luce lunare"), di DALI (ep. 1-89; ep. 46 (sottofondo))
- Moonlight densetsu (ムーンライト伝説? lett. "La leggenda della luce lunare"), di Moon Lips (ep. 90-166)
- Sailor Star Song (セーラースターソング?), di Kae Hanazawa (ep. 167-200)

Sigla di chiusura
- HEART MOVING, di Misae Takamatsu (ep. 1-26; ep. 34 in sottofondo)
- Princess Moon (プリンセス・ムーン?), di Ushio Hashimoto e Apple Pie (coro) (ep. 27-46)
- Otome no policy (乙女のポリシー? lett. "L'educazione di una ragazza"), di Yōko Ishida (ep. 47-91)
- Tuxedo Mirage (タキシード・ミラージュ?), di Peach Hips (ep. 92-127)
- Watashi-tachi ni naritakute (私たちになりたくて? lett. "Quanto vorrei che ci tenessimo per mano"), di Miwako Fujitani (ep. 128-140)
- "Rashiku" ikimasho (”らしく” いきましょう? lett. "Da sola” andrò"), di Meu (ep. 141-166)
- Kaze mo sora mo kitto… (風も空もきっと⋯? lett. "Sia il vento, sia il cielo, di sicuro…"), di Arisa Mizuki (ep. 167-199)
- Moonlight densetsu (ムーンライト伝説? lett. "La leggenda della luce lunare"), di Peach Hips (ep. 200)

Sigla di apertura e di chiusura italiana
- Sailor Moon, testo di Alessandra Valeri Manera e musica di Carmelo Carucci, cantata da Cristina D'Avena (ep. 1-46)
- Sailor Moon la luna splende, testo di Alessandra Valeri Manera e musica di Carmelo Carucci cantata da Cristina D'Avena (ep. 47-88)
- Sailor Moon e il cristallo del cuore, testo di Alessandra Valeri Manera e musica di Carmelo Carucci, cantata da Cristina D'Avena (ep. 90-127)
- Sailor Moon e il mistero dei sogni, testo di Alessandra Valeri Manera e musica di Piero Cassano, cantata da Cristina D'Avena (ep. 128-166)
- Petali di stelle per Sailor Moon, testo di Alessandra Valeri Manera e musica di Piero Cassano, cantata da Cristina D'Avena (ep. 167-200)

La sigla d'apertura Moonlight densetsu è stata utilizzata in alcuni episodi nelle repliche del 2010-2011 su Hiro e anche in quelle del 2015 su Italia 1. Anche le sigle di chiusura Watashi-tachi ni naritakute e "Rashiku" ikimasho sono state utilizzate in una sola occasione nelle repliche del 2010-2011 su Hiro e in quelle del 2015 su Italia 1.

### Altre canzoni
Originali
- Tsuki ni kawatte oshioki yo (月に代わっておしおきよ? lett. "Nel nome della Luna io ti punirò"), di Kotono Mitsuishi (Usagi), Aya Hisakawa (Ami) e Michie Tomizawa (Rei) (ep. 21 (sottofondo))
- Maboroshi no ginzuishō (幻の銀水晶? lett. "Cristallo d'argento illusorio"), di Apple Pie (ep. 34 (sottofondo))
- You're Just My Love, di Kotono Mitsuishi (Usagi) e Tōru Furuya (Mamoru) (ep. 46 (sottofondo))
- Anata no sei janai (あなたのせいじゃない? lett. "Non è colpa tua"), di Emi Shinohara (Makoto) (ep. 49 (sottofondo))
- Eien no melody (永遠のメロディ? lett. "Melodia eterna"), di Michie Tomizawa (Rei) (ep. 54)
- Onaji namida wo wakeatte (同じ涙を分け合って? lett. "Condividiamo le stesse lacrime"), di Aya Hisakawa (Ami) (ep. 62 (sottofondo))
- Ai no senshi (愛の戦士? lett. "Guerriere dell'amore"), di Yōko Ishida (ep. 68, 102 (sottofondo))
- La Soldier, di Moon Lips di (ep. 88 (sottofondo))
- Azusa 2-go (あずさ2号? lett. "Azusa nº 2")[N 4] di Kariudo (ep. 99 (sottofondo))
- Route Venus (ルートヴィーナス?), di Rika Fukami (Minako) (ep. 154 (sottofondo), 192)
- Watashitachi ni naritakute (私たちになりたくて? lett. "Quanto vorrei che ci tenessimo per mano"), di Miwako Fujitani (ep. 159 (sottofondo))
- Sailor Team no theme (セーラーチームのテーマ? lett. "Il tema del Sailor Team"), di Hiroko Asakawa (ep. 161 (sottofondo))
- Motto suteki na asa ga kuru yo (もっとすてきな朝がくるよ? lett. "Nell'alba ancora più bella arriverò"), di Kae Hanazawa (ep. 178 (sottofondo))
- Nagareboshi he (流れ星へ? lett. "A una stella cadente"), di Three Lights (Shiho Niiyama, Chika Sakamoto, Tsunoda Namuri) (ep. 185, 189, 191, 193, 195)
- Todokanu omoi: My Friend's Love (とどかぬ想い：Ｍｙ Ｆｒｉｅｎｄ'ｓ Ｌｏｖｅ? lett. "Irraggiungibile sentimento: L'amore del mio amico"), di Three Lights (ep. 188 (sottofondo))
- Sailor Star Song (セーラースターソング?), di Kae Hanazawa (ep. 200 (sottofondo))

Italiane
In Italia, le canzoni di sottofondo sono state quasi tutte eliminate come Onaji namida wo wakeatte e La Soldier o sostituite come Anata no sei janai e Ai no senshi con la versione strumentale di Eien no Melody. Nelle repliche del 2010 alcune sono state ripristinate, come Anata no sei janai o Ai no senshi (quest'ultima parzialmente). Altre sono state riscritte o sostituite da versioni italiane, come Nagareboshi he, e Route Venus. Esistono anche le versioni italiane di Nagareboshi he e Todokanu omoi: My Friend's Love cantate con voce femminile: la prima sentita nella prima messa in onda dell'episodio 185, la seconda parzialmente nell'episodio 191, prima dello scandalo della Slepoj, a rimarcare la vera natura femminile dei personaggi nonostante la scelta di discostarsi ulteriormente dall'originale utilizzando un doppiatore maschile e uno femminile per ognuno dei tre personaggi. Tutti i testi italiani sono stati scritti, senza riferimento a quelli giapponesi, da Nicola Bartolini Carrassi. Sailor Star Song è stata riproposta, insieme con Dolce sogno e Tra terra e cielo da Enzo Draghi nel 2021, in un CD prodotto dallo stesso Carrassi, con il titolo Petali di stelle e luna.
- Eterno romanticismo, di Giusy Di Martino (Rea) (ep. 54)
- Route Venus, di Nadia Biondini (ep. 154 (sottofondo), 192)
- Dolce sogno, di Nadia Biondini (ep. 159 (sottofondo))
- Tra terra e cielo, di Three Lights (Nicola Bartolini Carrassi) (ep. 185, 189, 191[N 5], 193, 195)
- Todokanu omoi: My Friend's Love, di Three Lights (Nicola Bartolini Carrassi) (ep. 188, 191[N 5] (sottofondo))
- Petali di stelle, petali di Luna, di Nicola Bartolini Carrassi, Simone D'Andrea, Nadia Biondini (ep. 200 (sottofondo))

## Adattamenti esteri
Sailor Moon è stato esportato e trasmesso in vari paesi. La prima lingua straniera in cui è stata doppiata la serie è il francese, a cura del Club Dorothée, nel dicembre 1993. In seguito, l'anime è stato acquistato da diversi paesi europei, tra cui la Spagna, la Germania e l'Italia, per poi essere trasmesso anche in Nord America con un'edizione fortemente censurata e riadattata.

### Edizione italiana
L'adattamento italiano è caratterizzato da una semplificazione dei dialoghi, atti ad abbassare il target dei telespettatori, eliminazione di ogni riferimento al Giappone e di ogni parola anglofona e modifica dei nomi dei personaggi principali e secondari.

#### Trasmissione
In Italia, l'anime è stato acquistato da Mediaset, e il doppiaggio è stato eseguito dallo studio Deneb Film di Milano, sotto la direzione di Federico Danti. Le prime due serie sono state trasmesse per la prima volta su Canale 5 dal 21 febbraio al 22 novembre 1995 nel pomeriggio all'interno di Bim Bum Bam, mentre le ultime tre su Rete 4 dal 5 febbraio 1996 al 1° maggio 1997 nella fascia preserale nel corso della trasmissione Game Boat, intervallate da repliche delle precedenti due serie. In seguito le varie serie hanno avuto diverse altre repliche su altre reti Mediaset.

#### Censure
Nella terza serie le guerriere Sailor Uranus e Sailor Neptune hanno una relazione omosessuale. Nell'anime originale non vi sono dialoghi diretti in tal senso, ma chiari riferimenti o con doppio senso, che nell'adattamento italiano sono stati totalmente eliminati.
Un'altra censura in tal senso riguarda due personaggi, Zoisite e Fish Eye, chiaramente effeminati, il cui genere, nell'adattamento italiano, è mutato da maschile a femminile per camuffarne l'orientamento sessuale.
Nell'aprile 1997, in un articolo su Oggi la psicologa Vera Slepoj sostenne che la quinta serie di Sailor Moon sarebbe stata in grado di compromettere seriamente l'identità sessuale dei bambini. L'accusa della Slepoj era basata sulla segnalazione di genitori, i cui figli maschi, appassionati del cartone, giungevano a identificarsi con la protagonista. In conseguenza alle polemiche, la doppia identità delle Sailor Starlights, (ovvero di sesso femminile quando trasformate in Sailor senshi e di sesso maschile nella loro forma umana) venne censurata: da ragazzi non si trasformavano più in ragazze ma, durante la trasformazione, invocavano la loro sorella gemella che prendeva il loro posto nelle vesti di guerriera sailor.
Nell'ultimo episodio della quinta serie, Sailor Moon è mostrata in video completamente nuda: sebbene tale nudo non presentasse caratteri sessuali visibili (di fatto si trattava di un nudo simile a quello di molte bambole), venne censurato.

## Distribuzione

### Edizioni home video

#### Giappone
La collezione di VHS comprendeva in tutto 52 videocassette (12 per la prima serie, 11 per la serie R, 10 per la S, 10 per la SuperS ed infine 9 per la Sailor Stars), la medesima divisione è stata mantenuta per la successiva edizione in Laserdisc. Alla fine del 1995, ogni volume della serie aveva venduto circa 300.000 copie.
L'edizione in DVD, comprende invece: 8 DVD per la prima e per la seconda serie, 7 per la terza e la quarta ed infine 6 per la quinta; per ogni serie era presente un cofanetto per racchiudere i DVD di cui erano composte. Alla fine del 2009 è iniziata l'uscita dei DVD in cofanetto: due cofanetti per serie. L'edizione in cofanetto presenta gli episodi con la stessa qualità audio video della precedente edizione.

#### Italia
Parte della prima e della seconda serie furono distribuite in videocassetta dalla Penta Video e dalla Medusa Video nella collana Bim Bum Bam Video, tra il 1995 e il 1997: i nastri contenevano due episodi ciascuno e spesso erano allegati gadget come modellini o vestiti per le bambole delle guerriere. Queste videocassette erano spesso distribuite come premio per i bambini che vincevano determinati concorsi o sfide nei programmi Bim bum bam e Game Boat. La Fabbri Editori inoltre pubblicò, per il solo circuito delle edicole, una collana di videocassette con gli episodi "migliori" delle prime quattro serie.
Nel 2003 la casa editrice Shin Vision eseguì un ridoppiaggio completo della prima serie, con un nuovo cast di doppiatori e un nuovo adattamento più fedele all'originale, in previsione di una distribuzione in 12 DVD. Tuttavia, a causa del blocco dei diritti internazionali e del successivo fallimento della società, tale edizione non vide mai la luce.
Nel 2010, in occasione dello sblocco dei diritti internazionali, la Dynit ha acquistato i diritti per la distribuzione home video di tutte le cinque serie, i lungometraggi e gli special. La prima serie è stata pubblicata nella primavera del 2011 in due versioni: in DVD singoli e cofanetti a tiratura limitata, contenenti ognuno 4 dischi. La seconda serie è stata pubblicata nell'autunno del 2011 e primavera 2012 in due cofanetti da collezione, in contemporanea con la pubblicazione dei tre lungometraggi e gli special, pubblicati tra novembre 2011 e marzo 2012. Era stata inoltre annunciata l'uscita della terza serie in due box da collezione sempre nella primavera 2012, ma è stata successivamente rimandata e infine pubblicata a febbraio e aprile 2013. La quarta serie è stata pubblicata nell'estate del 2013 e la quinta nell'inverno del 2013/2014. I DVD contengono la traccia audio italiana e giapponese con l'aggiunta di sottotitoli fedeli all'originale.
Sempre nel 2010, la Hobby & Work ha pubblicato in DVD tutte e cinque le serie, proponendo però la versione televisiva.